# Rip Kirby
Rip Kirby je junak detektivskih stripova.